# Danijał Kerymbajew
Danijał Kerymbajuły Kerymbajew (ros. Даниял Керимбаевич Керимбаев; ur. 29 marca 1909 w obwodzie semipałatyńskim, zm. 6 stycznia 1982 w Ałma-Acie) – radziecki kazachski polityk, przewodniczący Prezydium Rady Najwyższej Kazachskiej SRR w latach 1947–1954.

## Życiorys
Od 1931 kierownik działu kadr w kopalni w Kounrad, w 1933–1935 odbywał służbę w Armii Czerwonej, 1935–1937 starszy technik w wydziale wiejskim władz obwodu kustanajskiego, 1937–1938 zastępca przewodniczącego i przewodniczący komitetu wykonawczego rady rejonu turgajskiego, a 1938–1940 rady obwodowej w Kustanaj. W 1939 wstąpił do WKP(b), 1940–1945 przewodniczący komitetu wykonawczego Obwodowej Rady w Kustanaj, a 1945–1947 w Pawłodarze. Od 21 marca 1947 do 23 marca 1954 przewodniczący Prezydium Rady Najwyższej Kazachskiej SRR. W 1954–1956 przewodniczący Komitetu Wykonawczego Rady obwodu północnokazachstańskiego, 1956–1961 zastępca przewodniczącego tego komitetu. Od 1961 na emeryturze.
Deputowany do Rady Najwyższej ZSRR od 2 do 4 kadencji.

## Odznaczenia
- Order Lenina
- Order Czerwonego Sztandaru Pracy (dwukrotnie)
- Order „Znak Honoru”